# Gündlischwand
Gündlischwand es una comuna suiza del cantón de Berna, situada en el distrito administrativo de Interlaken-Oberhasli. Limita al norte con las comunas de Bönigen e Iseltwald, al este con Lütschental, al sur con Lauterbrunnen, y al oeste con Wilderswil y Gsteigwiler.
La localidad de Zweilütschinen hace parte del territorio comunal. Hasta el 31 de diciembre de 2009 situada en el distrito de Interlaken.